# Edmund Kösel
Edmund Kösel (* 6. September 1935; † 26. Mai 2023) war ein deutscher Pädagoge. Er war Professor für Schulpädagogik und Gruppenpädagogik an der Pädagogischen Hochschule in Freiburg im Breisgau.
Die Schwerpunkte seiner Arbeit waren Subjektive Didaktik, Soziale Kompetenz, Supervision, Psychodrama, Gruppenpädagogik sowie berufliche Aus- und Fortbildung. Er selbst sagte von sich: „Meine Vision für die Zukunft ist die Entwicklung postmoderner Lernkulturen.“
In seiner Arbeit Die Modellierung von Lernwelten (ab 1993, 4 Bände und ein ABC) entwarf Kösel die Theorie der Subjektiven Didaktik. Die Theorie bezieht ihre Grundaxiome aus der Annahme, dass jeder Mensch ein in sich geschlossenes einmaliges System mit einer eigenen Bewusstseinsstruktur sei. Die Vermittlung von Wissen und Erfahrung geschehe ausschließlich durch Selbstorganisation des Individuums (Theorie der Autopoiesis). Lehrende und Lernende haben demnach ein in sich geschlossenes Bewusstseinssystem, das nur über unterrichtliche Kommunikation gegenseitig mitgeteilt werden kann.
Durch einen interdisziplinären Ansatz wird diese neue Didaktik entwickelt, die sowohl gesellschaftliche, anthropologische, individualgeschichtliche als auch didaktische Dimensionen enthält. Theoretische Grundlagen sind die Theorie lebender Systeme (Autopoiesis), die Systemtheorie (Didaktik in Systemen), der Konstruktivismus (Wissenskonstruktion), Ergebnisse aus der Hirnforschung (Bewusstseinssysteme von Lehrenden und Lernenden) und eine eigene didaktische Handlungstheorie. Das Feld der Vermittlung wird als „Driftzone“ zwischen Lehrenden und Lernenden gekennzeichnet. Die Darstellung von Wissenskonstruktionen und die Entwicklung postmoderner Lernkulturen ist grundlegend für jede allgemeine Didaktik.

## Schriften
- ABC der Subjektiven Didaktik, 2001, SD. Verlag Bahlingen
- 1989: Persönlichkeitsentwicklung in beruflichen Feldern auf der Grundlage des Psychodramas
- mit Geisenberger, Siegfried, 1982 Der Haushalt in der Volkswirtschaft. – 2., überarb. Aufl., Herder Verl.
- mit Geisenberger, Siegfried, 1980 Der Verbraucher in der Marktwirtschaft, Herder Verl.
- mit Schneider, Josef (1978), Übung, Grundlage des Lernens Otto Maier Verl. Ravensburg
- Sozialformen des Unterrichts – Workshop Schulpädagogik. Materialien, Ravensburg: Otto Maier Verlag 1973
- Soziale Lernziele in der Schule, 1975
- Die Modellierung von Lernwelten. Ein Handbuch zur Subjektiven Didaktik, 3., unveränderte Auflage. Elztal-Dallau 1997
- Die Modellierung von Lernwelten
  - Band I: Die Theorie der Subjektiven Didaktik, 4. erw. Auflage 2002 ISBN 3-8311-3224-0.
  - Band II: Die Konstruktion von Wissen. Eine didaktische Epistemologie, 2007. ISBN 978-3-00-020795-2.
  - Band III: Die Entwicklung postmoderner Lernkulturen. Ein Plädoyer für den Umbau der Schule, 2. Aufl., SDV-Verlag für Subjektive Didaktik, Bahlingen 2007, ISBN 978-3-00-020794-5.

## Zeitschriften
- Kösel, E. (2008): Lernkulturen als Lebenswelten von Lernenden und Lehrenden.S.18-41, in: Stadler-Altmann,U., Schindele, J., Schraut, A. (2008): Neue Lernkultur- neue Leistungskultur. Bad Heilbrunn
- Kösel, E. (2001):  Die Konstruktion von Wissen in der Schule, S. 67–95 in: Schmidt, S.J. Lernen im Zeitalter des Internets, Grundlagen, Probleme, Perspektiven, Bozen 2001. Ergebnisse des internationalen Kongresses „Lernen im Zeitalter des Internet“ im Jahre 2000.
- Kösel. E. (1999): Postmoderne Lebens- und Lernprogramme bei Kindern. in: Seibert, N. Kindliche Lebenswelten, Bad Heilbrunn S.-25-65
- Kösel, E., Scherer, H. (1999): „Schlüsselqualifikationen“ - die Illusion einer Realität? in: Arnold, R., Müller, H. J.: Kompetenzentwicklung durch Schlüsselqualifizierung. Grundlagen der Berufs- und Erwachsenenbildung Bd. 19, Hohengehren
- Kösel, E. (1999): Unterrichtsplanung auf der Grundlage der Subjektiven Didaktik, Aspekte einer systemisch-konstruktivistischen Unterrichtsplanung. in Zschr.: Unterrichten und erziehen, Die Zeitschrift für kreative Lehrerinnen und Lehrer, 18. Jahrg., Heft 6, Link Verlag, Kronach
- Kösel, E., (1998): Die Schule neu erfinden. Epistemologische Grundzüge einer Subjektiven Didaktik in: Voß, R.: Schulvisionen, Theorie und Praxis systemisch-konstruktivistischer Pädagogik, Heidelberg
- Kösel, E., (1997): Subjektive Didaktik, was heißt das? in: Zschr. Schweizer Schule, 6/97
- Kösel, E. (1997): Evaluation in einer Subjektiven Didaktik, Leistungsbewertung aus einer anderen Sicht, in: Zschr. Pädagogische Welt. 7/97
- Kösel, E. (1997):Neue Lernkulturen und Systementwicklung. in: Zschrf. Seminar. Lehrerbildung und Schule, Thema: Menschenbild und Organisation. S. 53–63.
- Kösel, E., Scherer, H.(1996): Konstruktionen über Wissenserwerb und Lernwege bei Lernenden, in: Voß. R. Die Schule neu erfinden. Systemisch-konstruktivistische Annäherungen an Schule und Pädagogik, Neuwied.
- Kösel. E. (1996) Grundzüge einer Theorie der Lernortkombination auf systemtheoretischer Grundlage, in: Dehnbostel, P. Holz, H., Nowak, H. Neue Lernorte und Lernortkombinationen, Bertelsmann.
- Kösel, E. Dürr, U.(1995): Neuorientierung in der Didaktik der beruflichen Bildung. in: Dehnbostel, P. Lezius. H-J, Didaktik moderner Berufsbildung, Bielefeld
- Kösel, E.(1995): Die Lerninsel. Ergebnisse aus dem Modellversuch DELTA (Die Selbstorganisation auf der Lerninsel), Abschlussbericht 1995. SD-Verlag, Bahlingen
- Kösel, E.(1995): Psychodrama in der Schule und im Unterricht, in: Buddrus, V.: Humanistische Pädagogik, Bad Heilbrunn
- Kösel, E., Scherer, H. (1996): Konstruktionen über Wissenserwerb und Lernwege bei Lernenden, in: Voß.R. (1996).